# Frank Mundus

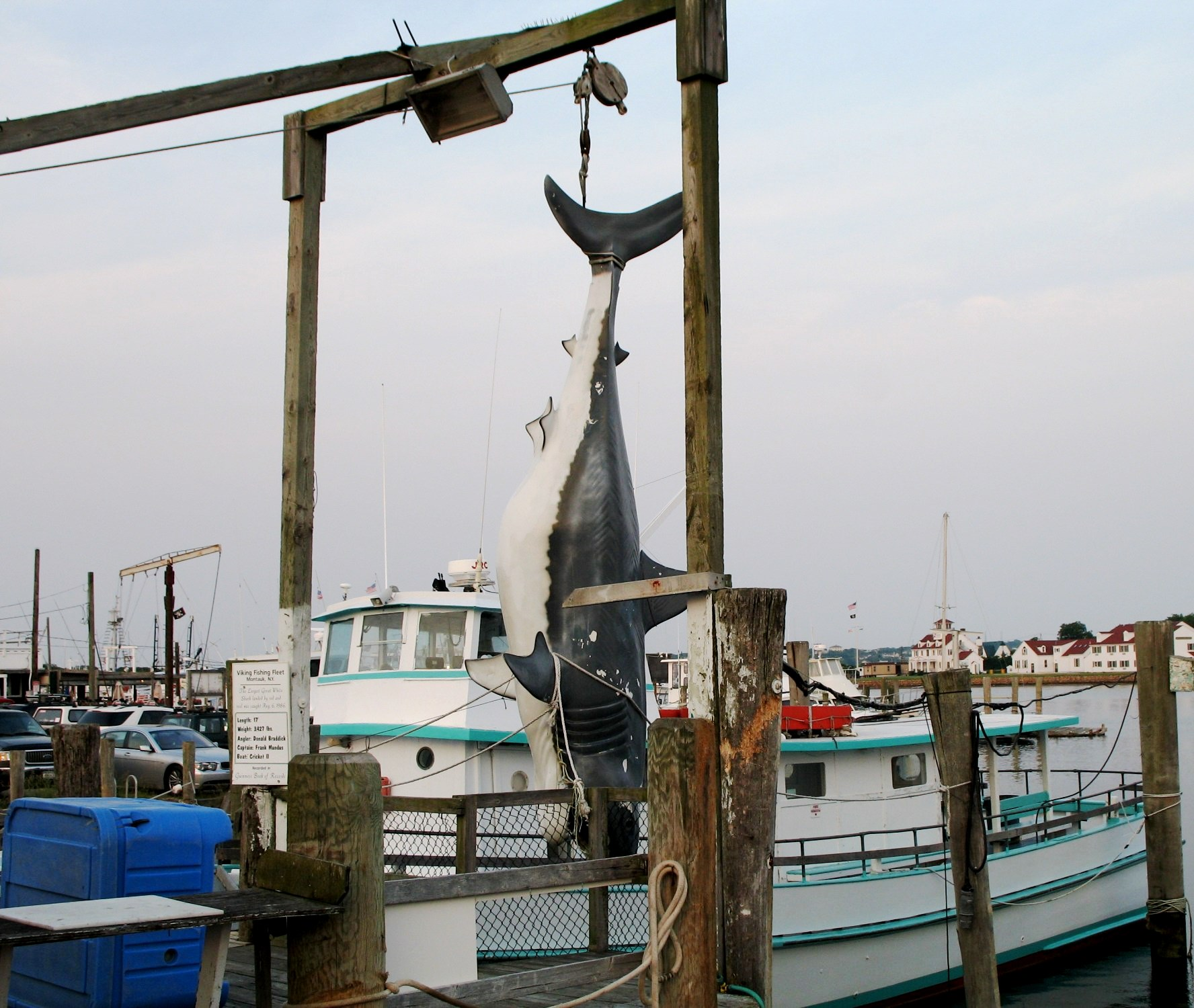
Rekin złapany przez Donnie Braddicka i Franka Mundusa 6 sierpnia 1986 roku nad jeziorem Montauk

Frank Mundus (ur. 21 października 1925 w Long Branch, zm. 10 września 2008) – łowca rekinów. Jego kariera jako łowcy rekinów rozpoczęła się w 1951 r. w Long Island (Nowy Jork). W czerwcu 1964 r. złapał rekordowego rekina (żarłacza białego) mierzącego 7,73 metra i ważącego ponad 2 tony. Był to największy rekin, jakiego kiedykolwiek złapano przy użyciu harpuna. Postać Quinta z filmu "Szczęki" były inspirowane autentycznymi przygodami, jakie przeżył Frank Mundus. W 1991 roku przeszedł na emeryturę i zamieszkał na Hawajach. W całej swojej karierze złowił prawie 40 tys. rekinów. Wraz z jego odejściem na emeryturę zakończyła się epoka polowania na rekiny.

## Śmierć
10 września 2008, dzień po powrocie z wakacji w Montauk (Nowy Jork), dostał ataku serca na lotnisku na Hawajach.